# Calatañazor
Calatañazor è un comune spagnolo di 61 abitanti situato nella comunità autonoma di Castiglia e León.